# Эчи, Эрне
Эрнест Эчи-Обен (англ. Ernest Etchi-Oben; род. 4 июня 1975, Буэа) — камерунский футболист, защитник. Выступал за сборную Камеруна. Участник Кубка африканских наций 1998 года.

## Клубная карьера
Начал карьеру в клубе «Котон Спорт», выступающем в чемпионате Камеруна. В 1998 году перешёл во французский «Ланс». Дебют в Лиге 1 для камерунца состоялся 9 сентября 1998 года в матче против «Монако» (0:2). В Лиге чемпионов сезона 1998/99 Эчи провёл две игры против лондонского «Арсенала» (1:1) и киевского «Динамо» (1:1). Не став игроком основного состава в «Лансе», накануне старта следующего сезона он перешёл в «Шатору» из Лиги 2.
В сезоне 2000/01 защищал цвета клуба «Эндрахт» (Алст), который по итогам сезона занял 16 место, избежав вылета из чемпионата Бельгии. С 2001 по 2003 год играл в «Шарлеруа».
Летом 2003 года перешёл в израильский «Бней Сахнин», с которым завоевал Кубок Израиля сезона 2003/04 и сыграл в 6 матчах в квалификации Кубка УЕФА 2004/05. В 2005 году представлял «Ашдод», а в следующем году — «Бней Иегуду». Завершил карьеру в 2008 году в стане команды «Хапоэль Бней-Лод» из второго дивизиона Израиля.

## Карьера в сборной
В составе национальной сборной Камеруна дебютировал 26 января 1997 года в матче против Намибии (4:0). Эрчи был включён Жаном Манга-Онгене в состав команды на Кубок африканских наций 1998 года в Буркина-Фаса, где Камерун дошёл до четвертьфинала. За сборную играл до 1999 года и провёл в общей сложности 17 матчей.

## Достижения
- Обладатель Кубка Израиля: 2003/04